# 仇鹿鸣
仇鹿鳴（1981年—），上海人，中國歷史學家，主攻魏晉南北朝隋唐史、中國中古史。

## 生平
1981年出生于上海市，2000年9月考入復旦大學歷史系，2003年獲得提前攻讀碩士資格，2005年9月開始攻讀博士學位，其導師是復旦大學歷史系教授韓昇。
於2008年6月畢業，之後留校任教，2013年12月晉升副教授、副研究員，2019年12月晉升教授。2025年1月3日，仇鹿鳴任復旦大學歷史學系主任。
曾參與整理中華書局點校本二十四史修訂本《舊五代史》《新五代史》，為兩《五代史》修訂組成員。

## 榮譽
2017年10月，憑藉其學術專著《魏晉之際的政治權力與家族網絡》，獲首屆「普隱人文學術獎」。

## 著作
- 《魏晋之际的政治权力与家族网络》，上海古籍出版社，2012年6月，ISBN 9787532562350
- 《魏晋之际的政治权力与家族网络（精裝本）》，上海古籍出版社，2015年6月，ISBN 9787532576159
- 《读闲书》，浙江大学出版社，2018年8月，ISBN 9787308184878
- 《长安与河北之间》，北京师范大学出版社，2018年11月，ISBN 9787303240739
- 《魏晋之际的政治权力与家族网络（修訂本）》，上海古籍出版社，2020年8月，ISBN 9787532596553

## 學術論文
- 《陈寅恪“山东集团”辨析》，《史林》2004年第5期
- 《略谈魏晋的杂传》，《史学史研究》2006年第1期，《人大报刊复印资料·历史学》2006年第6期全文转载
- 《侨郡改置与前燕政权中的胡汉关系》，《中国历史地理论丛》2007年第4期
- 《关于北魏几个将军号的考释》，《中华文史论丛》2008年第1期
- 《魏晋嬗代史事探微》，《复旦学报》2008年第2期
- 《“攀附先世”与“伪冒士籍”——以渤海高氏为中心的研究》，《历史研究》2008年第2期
- 《咸宁二年与晋武帝时代的政治转折》，《学术月刊》2008年第11期
- 《〈司马芳残碑〉补释——以中正成立的年代为中心》，《史林》2009年第1期
- 《伐蜀之役与司马氏集团内部的矛盾》，《传统中国研究集刊》第7辑，上海人民出版社，2010年
- 《高适家世及其早年经历释证——以新出〈高崇文玄堂记〉、〈高逸墓志〉为中心》，《社会科学》2010年第4期（合作，第一作者）
- 《高平陵之变发微——以军事、地理因素为中心》，《文史》2010年第4期
- 《半透明的镜子——司马孚在魏晋政治中的形象与地位》，《学术月刊》2011年第2期
- 《五星会聚与安史起兵的政治宣传——新发现燕〈严复墓志〉考释》，《复旦学报》2011年第2期，《人大报刊复印资料•魏晋南北朝隋唐史》2011年第4期全文转载
- 《齐王攸与魏晋政治变局考论》，《国学研究》第27卷，北京大学出版社2011年
- 《从族到家：宗室势力与西晋政治的转型》，《史学月刊》2011年第9期
- 《陈寅恪范式及其挑战——以魏晋之际的政治史研究为中心》，《中国中古史研究》第2卷，中华书局，2011年
- 《乡里秩序中的地方大族——汉魏时代的河内司马氏》，《中国史研究》2011年第4期，《中国社会科学文摘》2012年第4期转摘
- 《新见〈姬总持墓志〉考释——兼论贞观元年李孝常谋反的政治背景》，《唐研究》第17卷，北京大学出版社2011年。
- 《新见五代崔协夫妇墓志小考》，《唐史论丛》第14辑，三秦出版社，2012年
- 《谁是司马氏的敌人：地方势力与淮南三叛》，《人文杂志》2012年第2期
- 《从〈罗让碑〉看唐末魏博的政治与社会》，《历史研究》2012年第2期
- 《魏晋易代之际的石苞——兼论政治集团分析范式的有效性》，《史林》2012年第3期
- 《高允与崔浩之死臆测——兼及对北魏前期政治史研究方法的一些反思》，《社会科学战线》2013年第3期
- 《士族研究中的问题与主义：以〈早期中华帝国的贵族家庭——博陵崔氏个案研究〉为中心》，《中华文史论丛》2013年第4期
- 《权力与观众——德政碑所见唐代的中央与地方》，《唐研究》第19卷，北京大学出版社，2013年
- 《碑传与史传：上官婉儿的生平与形象》，《学术月刊》2014年第5期
- 《药元福墓志考——兼论药氏的源流与沙陀化》，《敦煌学辑刊》2014年第3期
- 《加拿大皇家安大略博物館藏梅端墓志跋》，《域外汉籍研究》第11辑，中华书局，2015年
- 《制作郡望——中古南阳张氏的形成》，《历史研究》2016年第3期
- 《“规范”与“马脚”——对〈旧五代史〉影库本粘签、批校的若干认识》，《隋唐辽宋金元史论丛》第6辑，上海古籍出版社，2016年
- 《政治的表达与实践：田氏魏博的个案研究》，《中古中国研究》第1辑，中西书局，2017年
- 《刘广之乱与晚唐昭义军——兼论唐代藩镇变乱模式的演化》，《中华文史论丛》2017年第3期
- 《墓志书写与葬事安排——安史乱中的政治与社会一瞥》，《唐研究》第23卷，北京大学出版社，2017年
- 《一位“ 贰臣” 的生命史——〈王伷墓志〉所见唐廷处置陷伪安史臣僚政策的转变》，《文史》2018年第2期
- 《〈隋唐制度渊源略论稿〉中的王肃》，《中国中古史集刊》第5辑，商务印书馆，2018年
- 《读吐谷浑、吐蕃入唐家族碑志丛札》，《纪念西安碑林930周年华诞论文集》，三秦出版社，2018年
- 《北魏客制小考》，《史学月刊》2018年第11期，《人大报刊复印资料·魏晋南北朝隋唐史》2019年第2期全文转载
- 《失焦：历史分期论争与中文世界的士族研究》，《文史哲》2018年第6期
- 《路氏家族与唐前期的岭南经营——以〈路季琳墓志〉为线索》，《纪念岑仲勉先生诞辰130周年国际学术研讨会论文集》，中山大学出版社，2019年
- 《事件、过程与政治文化——近年来中古政治史研究的评述与思考》，《学术月刊》2019年第10期，《人大报刊复印资料•历史学》2020年第1期全文转载
- 《墓有重开之日：从萧遇墓志看唐代士人的权厝与迁葬》，《中华文史论丛》2019年第4期
- 《隐没与改篡：〈旧唐书〉唐开国纪事表微》，《唐研究》第25卷，北京大学出版社，2020年